# Vincenzo Giustiniani (cardinale)
Vincenzo Giustiniani (Chio, 28 agosto 1519 – Roma, 28 ottobre 1582) è stato un cardinale italiano.
Fu maestro generale dell'ordine dei predicatori dal 1558 fino al 1570, quando, nel concistoro del 17 maggio, venne elevato alla dignità cardinalizia con il titolo di San Nicola fra le Immagini.

## Biografia
Nacque nel 1519 a Chio, isola greca chiamata dai latini Scio e allora sotto la dominazione di Genova, dalla nobile famiglia Giustiniani, che erano i signori dell'isola. 
Prima dell'età adulta prese l'abito dei Predicatori nel convento di San Domenico di Scio dove gli fu posto il nome di fra' Vincenzo. Il convento era sotto il governo della Provincia di Lombardia, riformato dai frati predicatori del convento di Santa Maria di Castello di Genova per volontà della famiglia Giustiniani. Perciò fu mandato in Lombardia a completare gli studi di filosofia e teologia, diventando un lettore. Dopo alcuni anni fu scelto dal procuratore dei Domenicani fra' Usodimare, nativo di Genova, come suo collaboratore, e quando Usodimare divenne generale dell'ordine lo nominò provinciale di Terra Santa. Successivamente nominato provinciale d'Inghilterra negli anni cruciali in cui regnava Maria I Tudor, poi coadiutore del vicario generale dell'Ordine, che era allora fra' Pietro martire da Lugano, confessore di papa Paolo IV, all'età di 38 anni nel 1558 fu elevato alla carica di padre generale dell'ordine essendo deceduto il suo predecessore Usodimare. 
Nel 1566, quando l'isola di Scio venne occupata dagli ottomani di Pialì pascià e numerosi suoi parenti furono fatti prigionieri e deportati a Caffa, tramite il pontefice e l'intercessione del re di Francia Carlo IX, riuscì a liberarne molti, alcuni dei quali (compreso il cognato Giuseppe) accolse a Roma. Durante il pontificato di Pio V fu inviato come nunzio presso il re di Spagna Filippo II con il compito di restituire la Chiesa di Milano a Carlo Borromeo, e mentre si stava per recare in Fiandra venne raggiunto dalla nomina a cardinale nel 1570, con titolo di San Nicolò fra le immagini.
Fu nominato soprastante alla Congregazione dell'Indice insieme al cardinale Sirleto, e rimase per un po' viceprotettore del suo ordine. Nel corso del pontificato di papa Gregorio XIII fu cardinale con il titolo di Santa Sabina. 
Quando morì fu sepolto nella cappella di San Vincenzo in Santa Maria Sopra Minerva.

## Ascendenza
|                                                 |   |                           | Genitori |  |  | Nonni |  |  | Bisnonni                                     |  |  | Trisnonni                                |  |
|                                                 |   |                           |          |  |  |       |  |  | Angelo Giustiniani Banca, consignore di Chio |  |  | Andreolo Giustiniani, consignore di Chio |  |
|                                                 |   |                           |          |  |  |       |  |  | Angelo Giustiniani Banca, consignore di Chio |  |  | Andreolo Giustiniani, consignore di Chio |  |
|                                                 |   | Carenza Giustiniani Longo |          |  |  |       |  |  | Angelo Giustiniani Banca, consignore di Chio |  |  |                                          |  |
| Lorenzo Giustiniani Banca, consignore di Chio   |   |                           |          |  |  |       |  |  | Angelo Giustiniani Banca, consignore di Chio |  |  |                                          |  |
|                                                 |   | …                         | …        |  |  |       |  |  |                                              |  |  |                                          |  |
|                                                 |   | …                         | …        |  |  |       |  |  |                                              |  |  |                                          |  |
|                                                 |   | …                         | …        |  |  |       |  |  |                                              |  |  |                                          |  |
| Francesco Giustiniani Banca, consignore di Chio |   | …                         |          |  |  |       |  |  |                                              |  |  |                                          |  |
|                                                 |   | …                         | …        |  |  |       |  |  |                                              |  |  |                                          |  |
|                                                 |   | …                         | …        |  |  |       |  |  |                                              |  |  |                                          |  |
|                                                 |   | …                         | …        |  |  |       |  |  |                                              |  |  |                                          |  |
| Caletta Garibaldo                               |   | …                         |          |  |  |       |  |  |                                              |  |  |                                          |  |
|                                                 |   | …                         | …        |  |  |       |  |  |                                              |  |  |                                          |  |
|                                                 |   | …                         | …        |  |  |       |  |  |                                              |  |  |                                          |  |
|                                                 |   | …                         | …        |  |  |       |  |  |                                              |  |  |                                          |  |
| Vincenzo Giustiniani                            |   | …                         |          |  |  |       |  |  |                                              |  |  |                                          |  |
|                                                 | … | …                         |          |  |  |       |  |  |                                              |  |  |                                          |  |
|                                                 | … | …                         |          |  |  |       |  |  |                                              |  |  |                                          |  |
|                                                 | … | …                         |          |  |  |       |  |  |                                              |  |  |                                          |  |
| Bricio Giustiniani Longo                        | … |                           |          |  |  |       |  |  |                                              |  |  |                                          |  |
|                                                 |   | …                         | …        |  |  |       |  |  |                                              |  |  |                                          |  |
|                                                 |   | …                         | …        |  |  |       |  |  |                                              |  |  |                                          |  |
|                                                 |   | …                         | …        |  |  |       |  |  |                                              |  |  |                                          |  |
| Caterina Giustiniani Longo                      |   | …                         |          |  |  |       |  |  |                                              |  |  |                                          |  |
|                                                 |   | …                         | …        |  |  |       |  |  |                                              |  |  |                                          |  |
|                                                 |   | …                         | …        |  |  |       |  |  |                                              |  |  |                                          |  |
|                                                 |   | …                         | …        |  |  |       |  |  |                                              |  |  |                                          |  |
| …                                               |   | …                         |          |  |  |       |  |  |                                              |  |  |                                          |  |
|                                                 |   | …                         | …        |  |  |       |  |  |                                              |  |  |                                          |  |
|                                                 |   | …                         | …        |  |  |       |  |  |                                              |  |  |                                          |  |
|                                                 |   | …                         | …        |  |  |       |  |  |                                              |  |  |                                          |  |
|                                                 |   | …                         |          |  |  |       |  |  |                                              |  |  |                                          |  |